# Swiss Open Gstaad 1970
Lo Swiss Open Gstaad 1970 è stato un torneo di tennis giocato sulla terra rossa. È la 56ª edizione dell'Swiss Open, che fa parte del Pepsi-Cola Grand Prix 1970. Si è giocato a Gstaad in Svizzera, dal 18 al 24 luglio 1970.

## Campioni

### Singolare
Tony Roche ha battuto in finale  Tom Okker con il punteggio di 7–5, 7–5, 6–3

### Doppio
Cliff Drysdale /  Roger Taylor hanno battuto in finale  Tom Okker /  Marty Riessen con il punteggio di 6–2, 6–3, 6–2